# Espérance sportive de Tunis
Pour les articles homonymes, voir EST.
L'Espérance sportive de Tunis (arabe : الترجي الرياضي التونسي ; abrégé en EST) est un club omnisports tunisien fondé en 1919 dans le quartier de Bab Souika à Tunis.
Principalement reconnu pour sa section de football, c'est le premier club omnisports fondé dans le pays.

## Histoire
Mohamed Zouaoui et Hédi Kallel fondent le club dans un café de Bab Souika qui lui donne son nom : le café de l'Espérance. Ils font appel à Louis Montassier afin d'obtenir l'enregistrement de l'association, qui a lieu le 15 janvier 1919. Ses premières couleurs sont le blanc et le vert. Le juriste Mohammed Ben Ammar en élabore en février 1918 le document constitutif, en tant que membre du premier bureau fondateur.

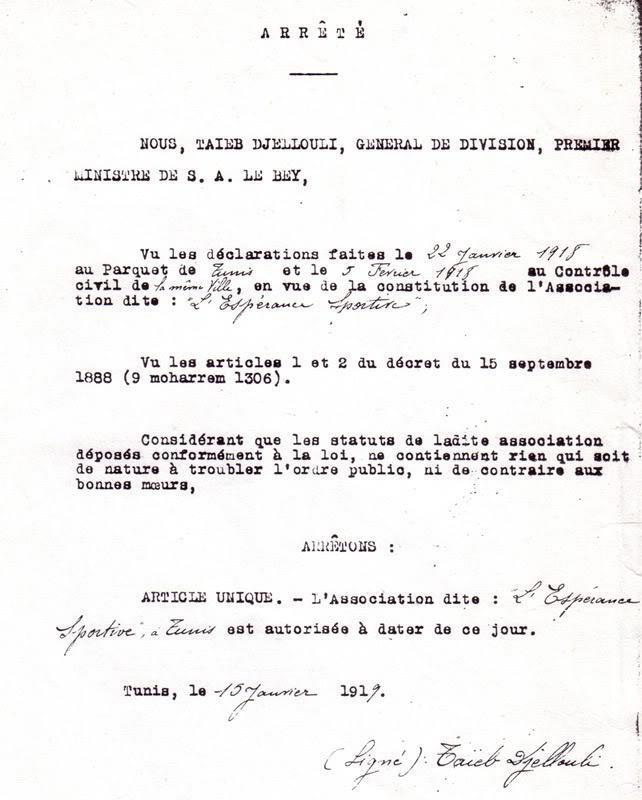
Visa de l'Espérance sportive de Tunis.
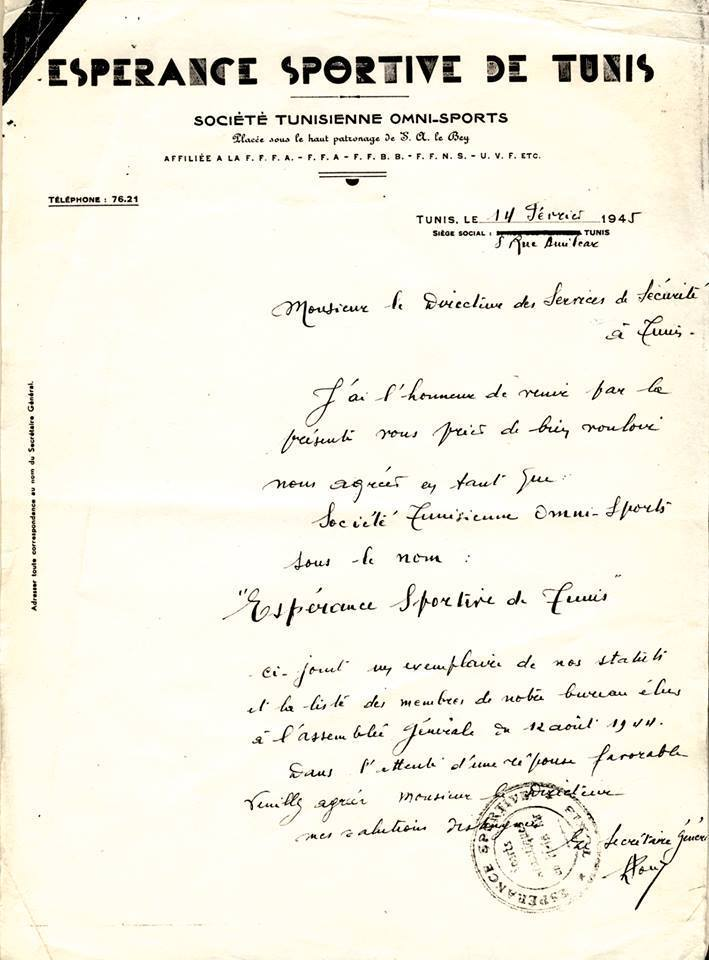
Permission de pratique délivrée au club.

Le premier bureau directeur se compose de la façon suivante : Louis Montassier (président), Mohamed Hentati (vice-président), Allala Reguig (secrétaire général), Laroussi Ben Osmane (trésorier), Hédi Kallel (trésorier assistant), Mohamed Zouaoui et Manoubi Nouri (membres).
À partir de 1921, Chedly Zouiten rejoint le bureau directeur du club dont il assume la présidence jusqu'à sa mort. Le bureau de la saison 1921-1922 est constitué comme suit :
- Président : Mohamed Malki
- Vice-président : Mohammed Ben Ammar
- Secrétaire général : Chedly Zouiten
- Trésorier : Tahar El Meddeb

Le club est alors basé au numéro 46 du boulevard Bab Bnet à Tunis.

## Écusson

Logo historique en 1919.
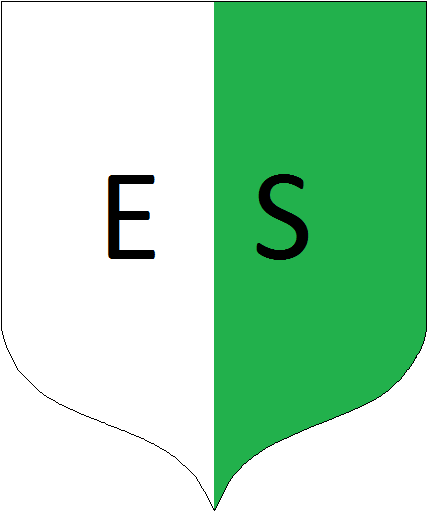
Logo ancien.
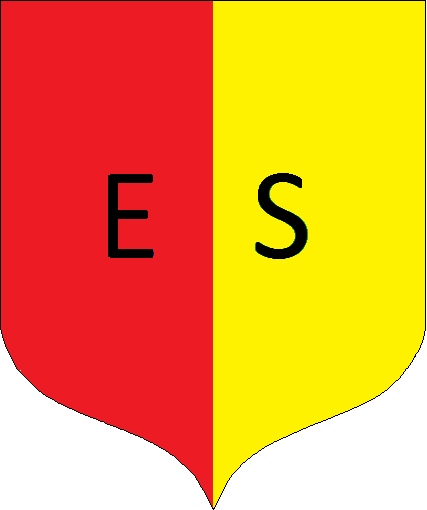
Logo en 1924.
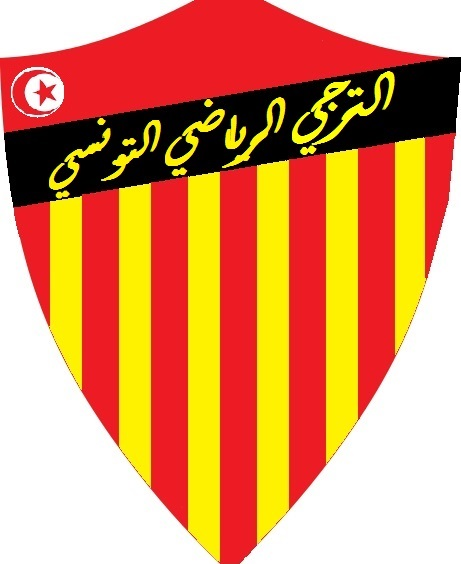
Logo en 1950.
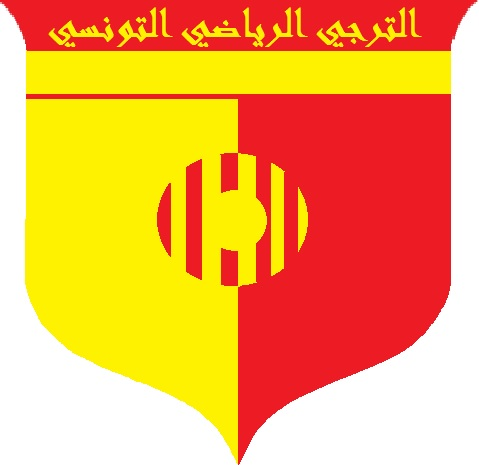
Logo en 1969.
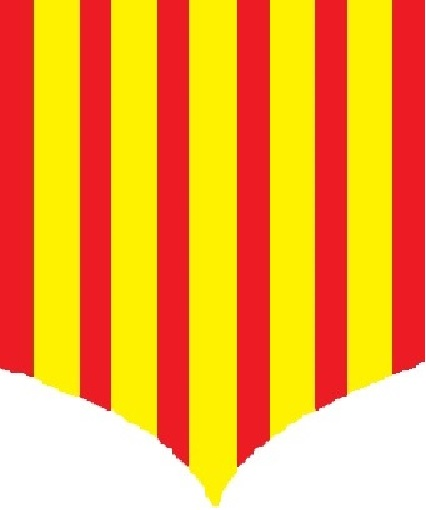
Logo en 1987.
Logo ancien.
Logo ancien.
Logo en 2005.
Logo actuel (à partir de 2012).
Logo du centenaire

## Présidents
Voici la liste des présidents que le club a connu :
| Date      | Nom                | Pays    |
| --------- | ------------------ | ------- |
| 1919      | Louis Montassier,  | France  |
| 1919-1922 | Mohamed Malki      | Tunisie |
| 1922-1923 | Abdeljelil Zaouche | Tunisie |
| 1923-1925 | Sliman Ben Ali     | Tunisie |
| 1925-1926 | Mohamed Zouaoui    | Tunisie |
| 1926-1930 | Mustapha Kaak      | Tunisie |
| 1930-1963 | Chedly Zouiten     | Tunisie |
| 1963-1968 | Mohamed Ben Smaïl  | Tunisie |
| 1968-1971 | Ali Zouaoui        | Tunisie |
| 1971-1981 | Hassen Belkhodja   | Tunisie |
| 1981-1984 | Naceur Knani       | Tunisie |
| 1984-1985 | Abdelhamid Achour  | Tunisie |
| 1985-1986 | Moncef Zouhir      | Tunisie |
| 1986-1987 | Mondher Zenaidi    | Tunisie |
| 1987-1989 | Hédi Djilani       | Tunisie |
| 1989-2004 | Slim Chiboub       | Tunisie |
| 2004-2007 | Aziz Zouhir        | Tunisie |
| 2007-     | Hamdi Meddeb       | Tunisie |

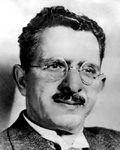
Mohamed Malki.
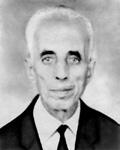
Mohamed Zouaoui.
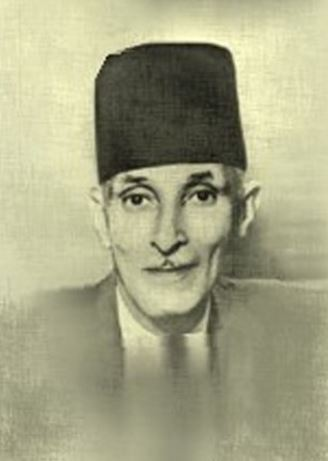
Mustapha Kaak.
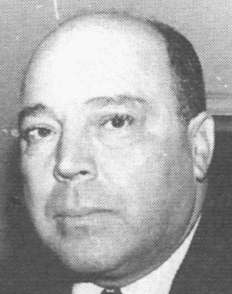
Hassen Belkhodja.

### Vice-présidents et secrétaires généraux
- 1970-1985 : Fathi Farah
- 2010-2011 : Bedine Tlemsani
- 2011-? : Hafedh Caïd Essebsi[7]

### Bureau directeur
| Nom                 | Fonction                                                                        |
| Hamdi Meddeb        | Président                                                                       |
| Slim Chiboub        | Président d'honneur                                                             |
| Ahmed Bouchammaoui  | Vice-président chargé du centre de formation de football et de l'infrastructure |
| Ridha Bouajina      | Vice-président chargé des sports collectifs et individuels                      |
| Lyes Ghariani       | Vice-président chargé du marketing, du sponsoring et de l'organisation          |
| Me Ayoub Knani      | Vice-président chargé des affaires juridiques                                   |
| Pr Moncef Ben Abid  | Vice-président coordinateur de la commission médicale                           |
| Farouk Kattou       | Secrétaire général                                                              |
| Ezzedine Abderrahim | Secrétaire général adjoint                                                      |
| Rafik Mrabet        | Trésorier                                                                       |
| Khaled Mzabi        | Trésorier adjoint                                                               |
| Walid Ben Abdallah  | Commission du développement des ressources financières                          |
| Hédi Msadek         | Commission d'organisation                                                       |
| Karim Ben Turkia    | Commission achats et équipements sportifs                                       |
| Sélim Ben Yedder    | Commission médicale                                                             |
| Lyès Attia          | Commission de discipline et des affaires juridiques                             |
| Hafedh Caïd Essebsi | Commission des relations publiques                                              |
| Néjib Haj Mansour   | Commission des supporters                                                       |

## Sponsors et équipementiers
| Partenaires            | Sponsors         |
| Kappa                  | Tunisie Télécom  |
| Délice Danone          | Libero Peaudouce |
| Nivea                  | Sabrine          |
| Sherrington            | Taraji Store     |
| Magic Hotels & Resorts | ULT              |
| Taraji Mobile          |                  |

## Taraji TV Magazine
À partir du 17 mars 2010, l'Espérance sportive de Tunis  devait se doter d'une émission hebdomadaire d'une heure qui passerait sur la chaîne privée Hannibal TV à 19 h 19, horaire symbolique qui coïncide avec l'année de naissance du club. L'opération a avorté à la suite d'une décision du Conseil supérieur de la communication visant à empêcher la diffusion par égard aux autres clubs du pays. Cependant, l'émission est diffusée au travers des différents sites Web du club et de ses fans. La première émission traite notamment de la double confrontation en handball et en football entre l'EST et l'Étoile sportive du Sahel, avec des vidéos tournées dans les coulisses ; un reportage est par ailleurs consacré à Michael Eneramo, attaquant du club et meilleur buteur du championnat lors de la saison 2009-2010. Durant cette première, l'un des plus grands joueurs de l'histoire du club, Abdelmajid Ben Mrad, apporte un témoignage concernant celui-ci ; Hassen Babbou intervient également sur l'histoire du club.